# Genaro Lahuerta López
Genaro Lahuerta López (València, 8 de febrer de 1905 - València, 10 de febrer de 1985) va ser un pintor valencià, destacat retratista que va formar part del grup pictòric Los Ibéricos.
Va començar els seus estudis en l'Escola d'Arts i Oficis de València i en 1919 es va matricular a l'Escola de Belles arts de Sant Carles de la mateixa ciutat. Acabats els seus estudis va començar a treballar com a il·lustrador per a algunes revistes de l'època i a fer classes de pintura. En 1928 va fer la seua primera exposició en la Sala Blava de València i a l'any següent en la Sala Parés de Barcelona. En 1932, en l'Exposició Nacional de Belles arts de Madrid, va aconseguir la Tercera Medalla per un retrat de l'escriptor Max Aub. Gràcies a una beca que li va ser concedida en 1932, va viatjar per diversos països europeus cercant temes per a les seues pintures. En 1943 va aconseguir la Segona Medalla en l'Exposició Nacional de Belles arts de Madrid. Cinc anys després aconseguiria la Primera Medalla en la mateixa exposició. En 1953 la Direcció General de Places Africanes li va concedir una beca perquè pintés el Sàhara Espanyol. De desembre de 1954 a gener de 1955 va realitzar una exposició a l'Ateneu Mercantil de València
El mes d'abril de l'any 1962 va realitzar una exposició a la Galeria Estil de la ciutat de València. El 1963 va participar en l'exposició titulada 8 pintores internacionales, celebrada també a la Galeria Estil de València els mesos de juny a setembre
Al llarg de la seva vida, va ser acadèmic de la Reial Acadèmia de Belles Arts de Sant Carles de València, Sant Jordi de Barcelona, Reial Acadèmia de Santa Isabel d'Hongria de Sevilla i de Sant Fernando de Madrid.
A més de nombroses distincions, l'Acadèmia de les Arts, Ciències i Lletres de París li va concedir la seva Medalla d'Or i a Espanya el Ministeri d'Educació i Ciència li va atorgar la Medalla al Mèrit de les Belles arts. En 1987, dos anys després de la seva mort, la Diputació Provincial de València li va dedicar una exposició retrospectiva de la seva obra. A València té un carrer al seu nom. El 2008 se li va fer una altra exposició retrospectiva al Museu de Belles Arts Gravina d'Alacant.